# Leiobunum religiosum
Leiobunum religiosum ist ein Weberknecht aus der Familie der Sclerosomatidae. Er ist in den südwestlichen Alpen beheimatet.

## Beschreibung
Männchen erreichen eine Körperlänge von 4,0 bis 5,5 Millimeter. Sie weisen auf der Oberseite des Körpers einen dunklen Streifen auf, der breit, schwarz und nicht unterbrochen ist. Der oberste Teil jedes Beines (Hüfte, Coxa) ist am vom Körper abgewandten Ende mit einem schwarzen Band gezeichnet. Das zweite (längste) Laufbein misst etwa 81 Millimeter. Der Penis ist in zwei Bereiche gegliedert: der untere, glatte Teil (Truncus) läuft konisch zu und ist gelenkig mit dem oberen, kürzeren Teil (Glans) verbunden. Der untere Teil ist am Ende mit seitlichen Verbreiterungen (Flügelung) versehen, diese besitzen am Rand eine feine Lamellenstruktur. Die feinen Lamellen bei männlichen Leiobunum religiosum variieren allerdings nach Individuum und Alter, auch der Konservierungszustand gesammelter Exemplare hat Einfluss auf diese kleinen Strukturen. Muskeln befinden sich nur in der unteren Hälfte des Truncus. Der obere Teil ist gegenüber dem unteren nur leicht im Gelenk abgewinkelt, seine breiteste Stelle ist breiter als die Spitze des unteren Penisteils. Die Pedipalpen sind bei Männchen durch dicht beieinander sitzende spitze Körnchen auf dem Femur gekennzeichnet, auch einige einzelne Dornen sind vorhanden, die anderen Glieder des Pedipalpus sind nur mit Borsten besetzt. 
Bei Weibchen wurde eine Körperlänge von 6,0 bis 7,0 Millimeter gemessen, sowie eine Länge des zweiten Laufbeines von 75 Millimeter. Der Streifen auf der Oberseite ist nicht so deutlich ausgeprägt, mit helleren Querbänderungen und Punkten versehen. Auch die Streifen an der Coxa ist bei Weibchen schwächer sichtbar. Das Receptaculum seminis befindet sich im vierten und fünften Segment der Legeröhre. Die Pedipalpen weisen beim Weibchen kaum Spitzen oder Dornen auf.
Beiden Geschlechtern gemeinsam sind die grazilen Cheliceren, die außer Borsten keine Bewehrung aufweisen; die Pedipalpen dagegen sind recht robust. Die Beine sind lang und stark, im Querschnitt rund, mit unregelmäßigen kleinen Höckern versehen. Die Färbung der Beine ist gelbbraun, die Beinglieder sind jeweils am körperabgewandten Ende dunkler und enden mit einem weißen Ring. Der Augenhügel (tuber oculorum) ist mittig mit einer Falte versehen und mit wenigen Borsten besetzt, die Linsen der Augen sind hervorstehend.

## Vorkommen
Das Verbreitungsgebiet von Leiobunum religiosum liegt im südwestlichen Teil der Alpen, in Frankreich und Italien. Die Art wurde bis in Höhenlagen von 1100 Meter gefunden. Wahrscheinlich handelt es sich um einen Fels bewohnenden Weberknecht. Erwachsene Tiere fanden sich im August und September, wahrscheinlich bildet diese Art nur eine Generation pro Jahr. Ein isoliertes Vorkommen ist im Mayener Grubenfeld in Rheinland-Pfalz bekannt, wo die stenöke Art nur im feucht-kühlen Mikroklima des Steinbruchs gefunden wurde.

## Ähnliche Arten
Leiobunum religiosum ähnelt dem ostalpin verbreiteten Leiobunum subalpinum, der allerdings auf dem Rücken nicht nur dunkel gebändert, sondern fast völlig schwarz ist.